# Parafina

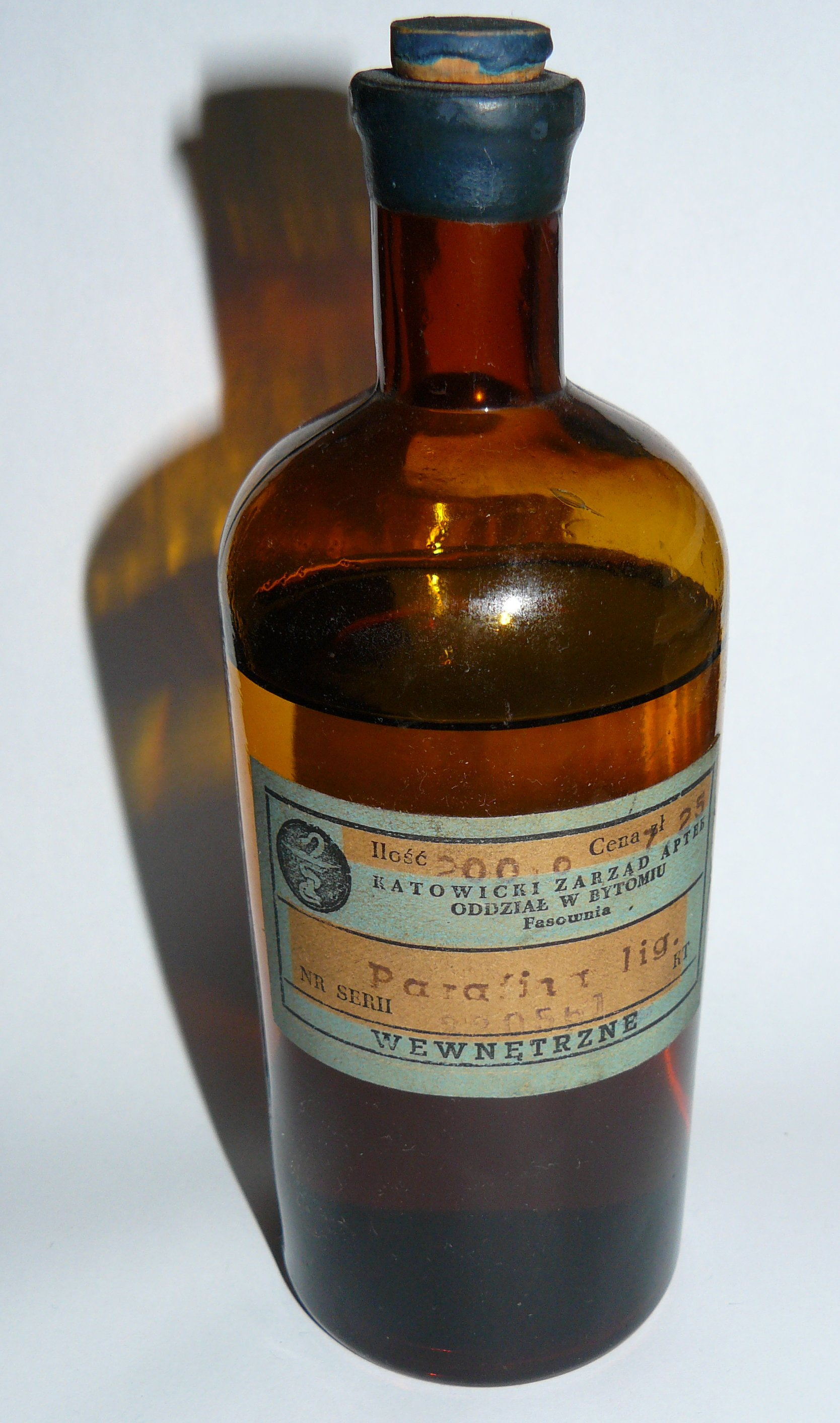
Ciekła parafina w butelce

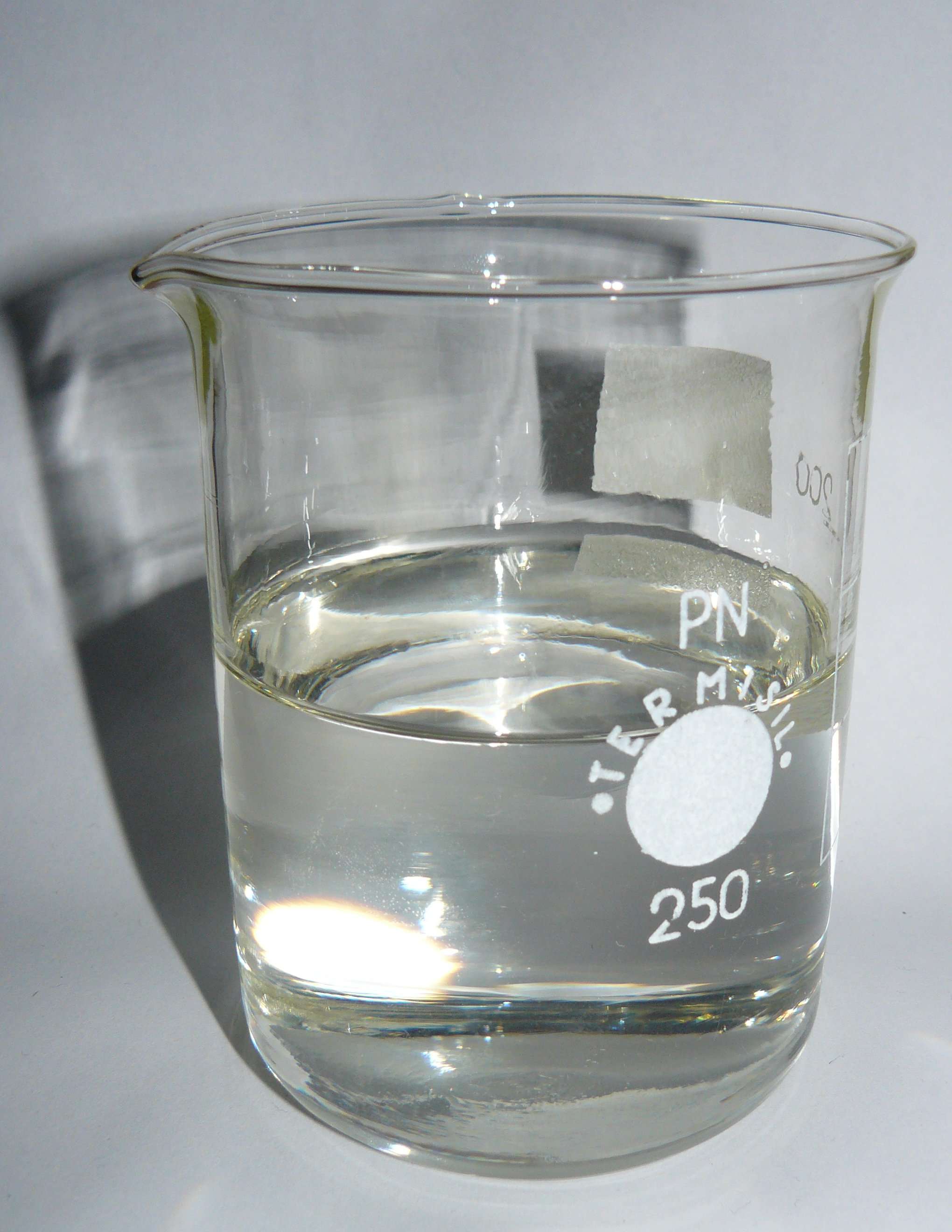
Parafina w zlewce

Parafina (z łac. parum affinis, niskie powinowactwo) – mieszanina stałych alkanów, zawierających od 16 do 48 atomów węgla w cząsteczce, wydzielana między innymi z ciężkich frakcji ropy naftowej o temperaturze wrzenia ponad 350 °C lub z frakcji smół wytlewnych z węgla brunatnego.
Zależnie od stopnia rafinacji, parafina jest barwy od jasnożółtej do białej. Ma postać krystalicznego wosku (tłusta w dotyku), nierozpuszczalnego w wodzie i etanolu, lecz rozpuszczalnego w wielu innych rozpuszczalnikach organicznych (na przykład w terpentynie, eterze). Jest odporna na działanie kwasów i zasad.
Parafinę uzyskuje się z gaczu parafinowego lub syntetycznie.
W zależności od składu wyróżnia się następujące rodzaje parafiny (klasyfikacja przykładowa):
- parafina ciekła (inaczej olej parafinowy) – bezbarwny i bezwonny olej mineralny
- parafina miękka (temperatura topnienia 45–50 °C)
- parafina twarda (temperatura topnienia ok. 60 °C)

Parafiny (tylko w liczbie mnogiej) – w przemyśle petrochemicznym nazwa zwyczajowa alkanów alifatycznych (niecyklicznych) (w odróżnieniu od alkenów, zwanych olefinami, i cykloalkanów zwanych naftenami).
W chemii organicznej termin ten (przestarzały) obejmował również cykloalkany (tak zwane cykloparafiny).

## Zastosowanie
Parafina stosowana jest między innymi do wyrobu świec, past połyskowych, zagęszczania olejów smarowych, konserwacji serów oraz jako materiał izolacyjny, a parafina ciekła do celów kosmetycznych i farmaceutycznych (m.in. jako środek przeczyszczający). Używa się jej także do bezpiecznego przechowywania metali alkalicznych (sodu, potasu itp.).
Ze względu na wysokie ciepło topnienia jest czasem używana w akumulatorach ciepła.